# Альтепетль

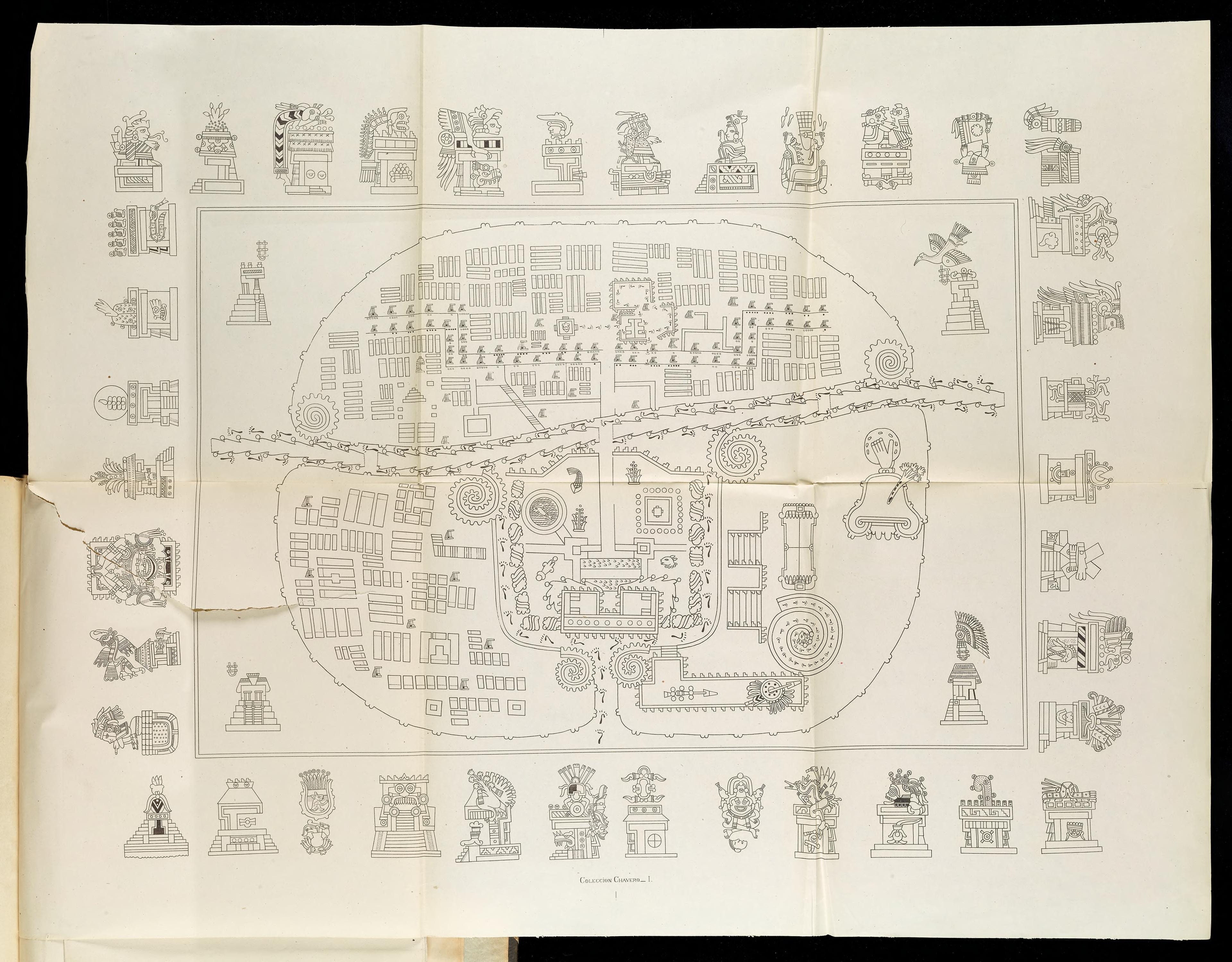
Альтепетль Тлашкала

Альтепетль (Āltepētl) — основна територіально-адміністративна та політична одиниця в Ацтецькій імперії, а також у сусідніх державах Стародавньої Мексики.

## Характеристика
«Альтепетль» спочатку визначав групу людей, організованих територіально, від слова atl — «вода» і tepetl — «гора». Це було пов'язано з тим, що поселення зазвичай виникало у джерела. З часом альтепетль стало відповідати слову «місто».
За значимістю альтепетлі були різними. Найважливіші з них, виділяються ступенем своєї могутності, визначалися як huey altepetl (уей альтепетль) — «велике місто». Це були вже міста-держави. Часто лише саме їх називали «альтепетль», підкреслюючи меншовартість підлеглим їх поселень та невеличких міст, а саму державу позначали як тлатокайотль.
До утворення Потрійного союзу Мексиканська долина в кінці XIII — початку XIV ст. була розділена між більш ніж 50 містами-державами. З часом вони стали об'єднуватися в союзи — уей тлатокайотль (велика держава). На кінець XIX ст. в Мексиканській долині склалося 8 таких конфедерацій, що збігалися з етнічними територіями: союзи ацтеків (теночков або мешиков), тепанеків, аколуа, чалько, шочімілько, колуа, куітлауак, мішкік.
Деякий час найпотужнішим уей тлатокайотлем був союз на чолі із уей альтепелем Ацкапоцалько, таким об'єднанєм була Ацтецька імперія на початку свого існування існування — до 1436 року, коли було зламано опір уей тлатокайотля чалько.
З цього моменту починаються процеси перетворення союзу на централізовану державу, особливо вони набули значних обсягів за імператора (уей тлатоані) Монтесуми II. В цей момент більшість підпорядкованих альтепетль втрачають свою автономію. Вони мали різний статус, більш потужній та стратегічно важливі стають центрами тлайакатль («провінцій») імперії. Таких було 38 альтепетль. Тоді ж альтепетль з навколишньою округою стає базовою одиницею Потрійного союзу. В низці альтепель призначався «військовий губернатор» — куаутлато. Втім в невеличких альтепетль зберігався спадковий володар — тлатоані, особливо якщо він ретельно виконував усі обов'язки (військові, податкові та ін.) перед Теночтітланом.
У результаті до 1510-х років в Ацтецькій імперії як альтепетль з давніми правами та впливом залишилися лише члени Потрійного союзу — Теночтітлан, Тескоко та Тлакопан. Втім два останні уей альтепетля вже поступалися впливом і могуттю першому.
В Мексиканській долині на момент приходу іспанських конкістадорів залишалися незалежними альтепетлі Тлашкала, Уешкоцінко, Чолула, на півночі — Цінцунцан пурепеча.